# Epidapus subdetricola
Epidapus subdetricola är en tvåvingeart som beskrevs av Werner Mohrig och Roschmann 1996. Epidapus subdetricola ingår i släktet Epidapus och familjen sorgmyggor.
Artens utbredningsområde är Grekland. Inga underarter finns listade i Catalogue of Life.